# Địa lan Bắc Hà

Địa lan sống tự nhiên

Địa lan Bắc Hà là nhiều loài thuộc họ hoa lan (Orchidaceae), chi Huệ lan (Cymbidium spp.), phân bố rộng khắp trên các vùng rừng núi Việt Nam và tập trung nhiều nhất ở khu vực rừng núi Đông Bắc Việt Nam. Chúng được chia ra thành nhiều loại, xác định trên màu sắc, phân bổ hoa, hương thơm, địa lan Bắc Hà cũng rất đa dạng và phong phú về kiểu dáng hoa, lá, thân củ. Địa lan Bắc Hà gồm nhiều loài có giá trị đặc biệt như: Thanh Lan, Hoàng Vũ, Hồng Ngọc, Huyền Lan, Nhất Điểm. Một số loài được tìm kiếm và thuần hóa lâu năm được gọi là "lan truyền thống", những loài mới sưu tầm và khai thác về được gọi là những "biến thể lan rừng".

## Nhận biết
Những loài thu lan thường mang bộ lá khô xác, giả hành tròn, lá thuôn thẳng, ít phản kiếm, sắc hồng pha thường biểu hiện bằng chồi cây non tía đỏ. Trắng điểm hoặc trắng tuyền thường biểu hiện bằng chồi non xanh phấn. Những loài này ít thơm, hoặc nếu thơm thường thiếu vị nồng trầm hương đặc trưng.
Những loài đông và xuân lan với bộ lá mỡ mượt, giả hành lộ, dẹt, thi thoảng mới có thân củ tròn, lá phản kiếm hoặc xõa. Những dòng xanh vàng biểu hiện bằng chồi non xanh hoặc vàng nhạt, mỡ, trong. Những loài nâu, đen, thường pha sắc tía khi ra chồi mới, những loài hồng lan thường có màu đào. Hương vị đặc biệt, pha trầm, của hương nồng rêu mốc rừng, thoảng vị quế hồi. Một số loài đột biến khó nhận dạng thì phải nhờ nhận dạng hoa.

## Biến thể
Những biến thể lan rừng mang nhiều hình thái đặc sắc, về kiểu dáng, màu sắc, mùa nở, hương thơm. Sự đa dạng này là do sự lai tự nhiên mà thành, từng phân khu sẽ có những chủng loại nhất định: xanh, vàng, nâu, đen... vùng đông bắc; trắng điểm, hồng pha, vân lý... vùng tây bắc và trung, cao nguyên.

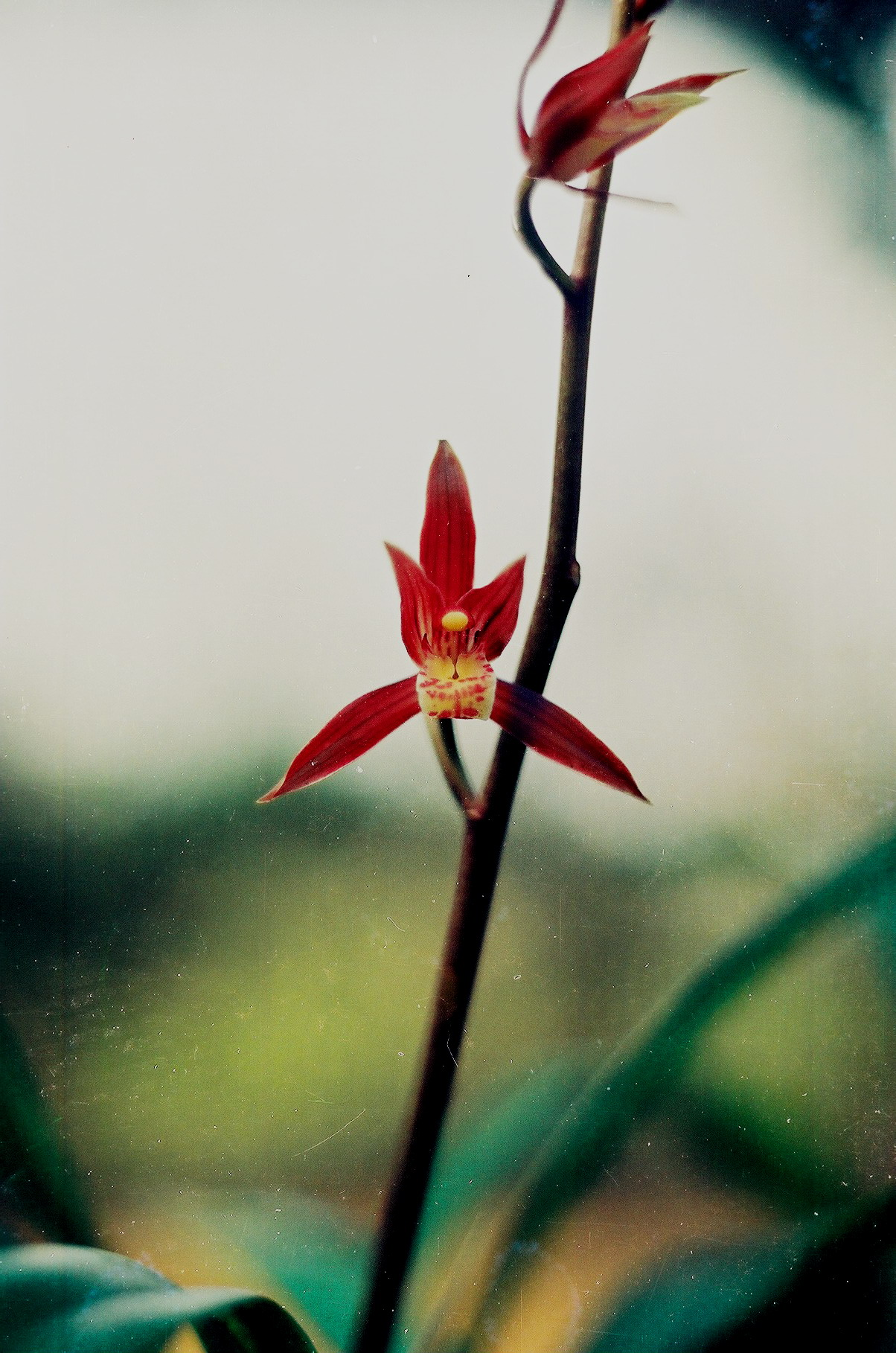
Hồng lan (I)
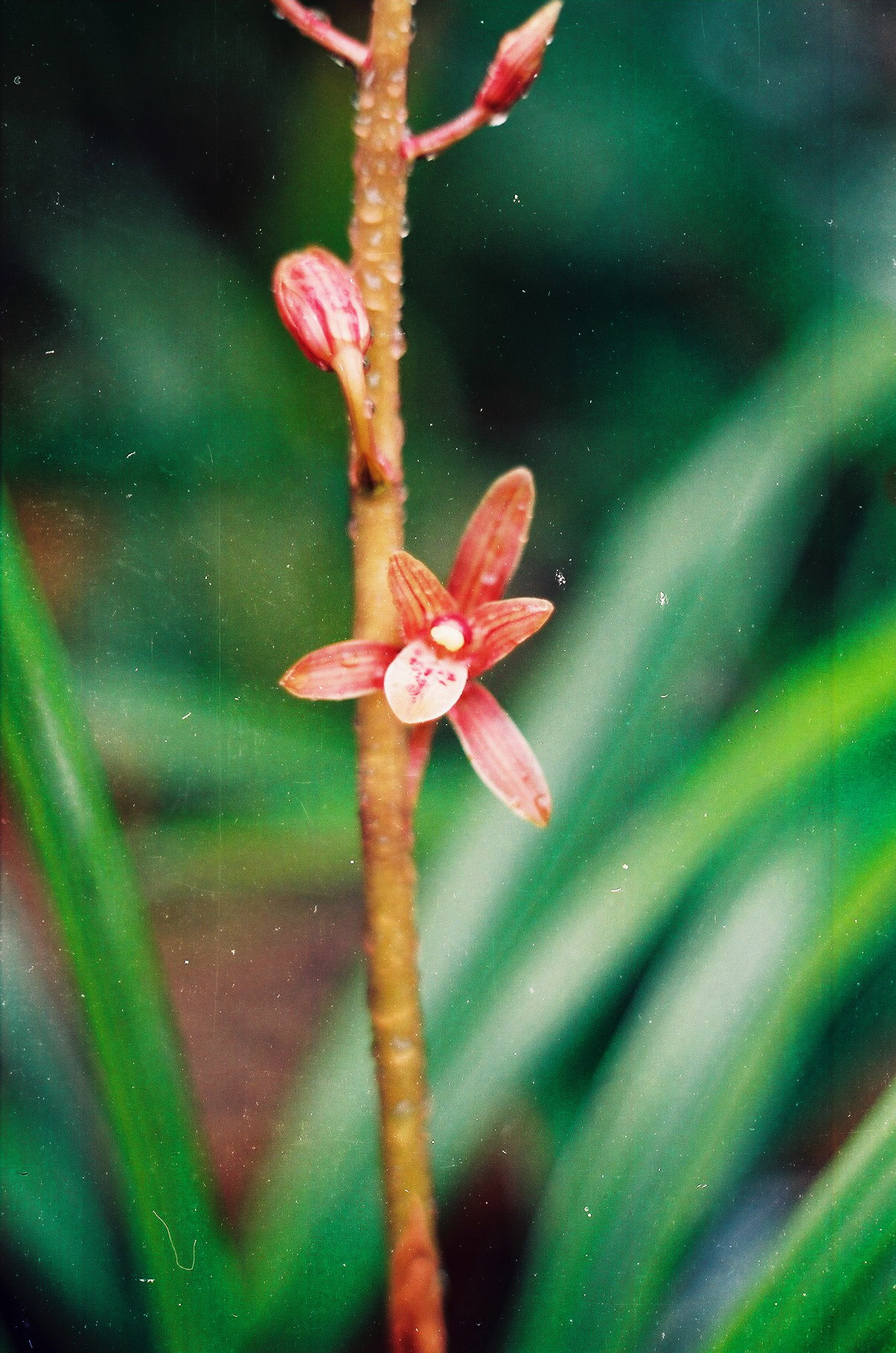
Hồng lan (II)
Thanh trường
Thanh lan (I)
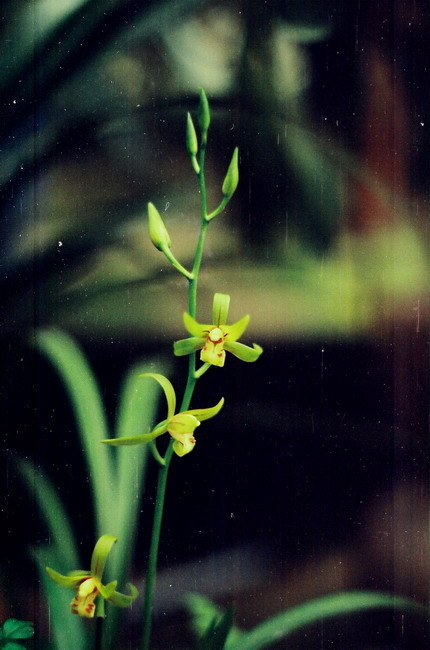
Thanh điểm cánh tiên
Thanh điểm (I)
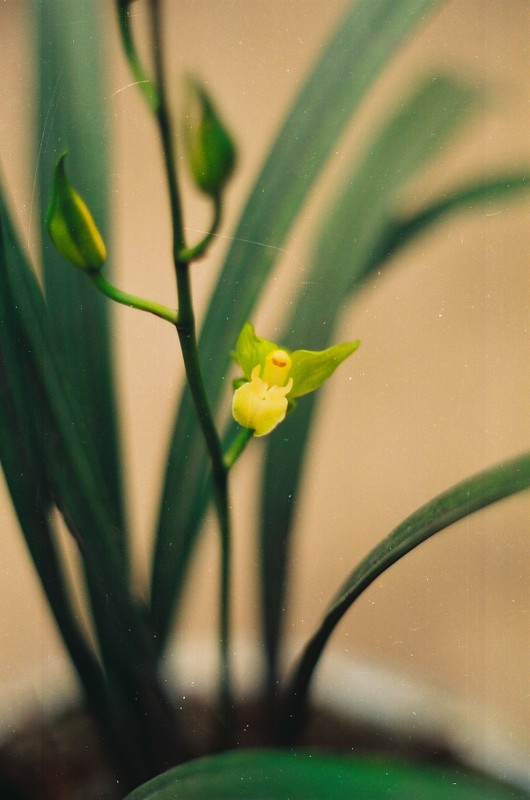
Phi điểu lan
Trần mộng
Tố trân
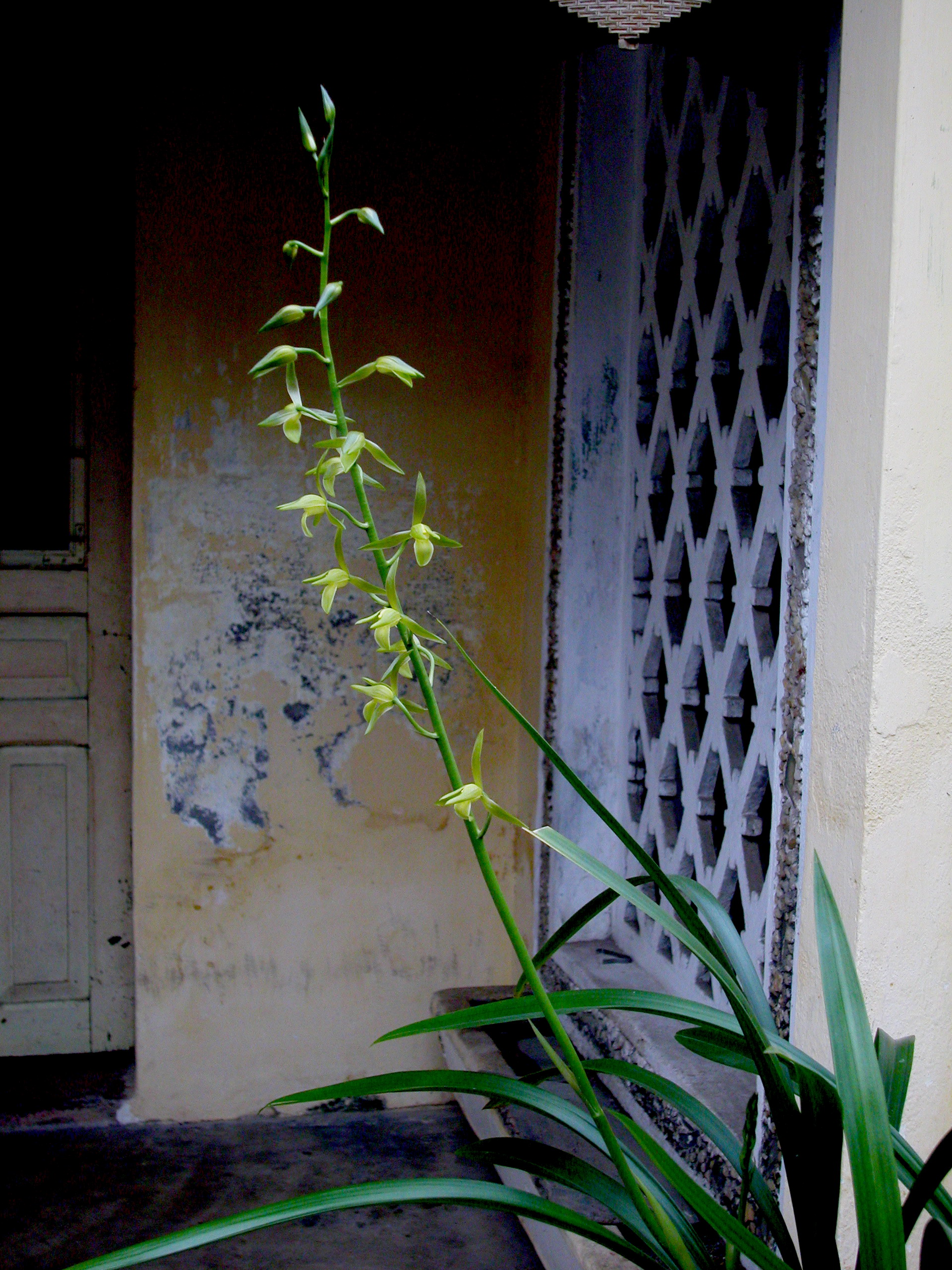
Thanh lan (II)
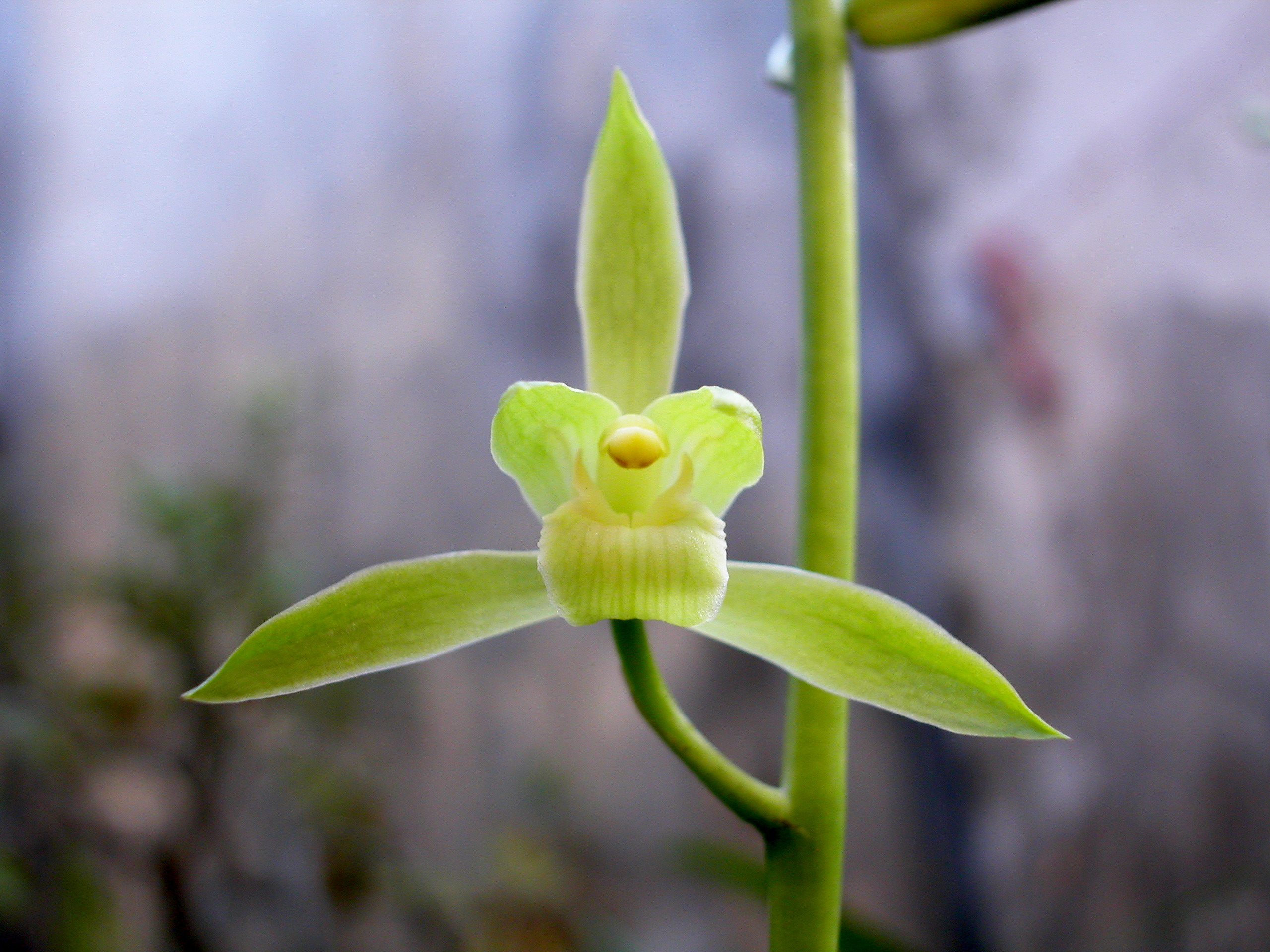
Thanh lan (III)
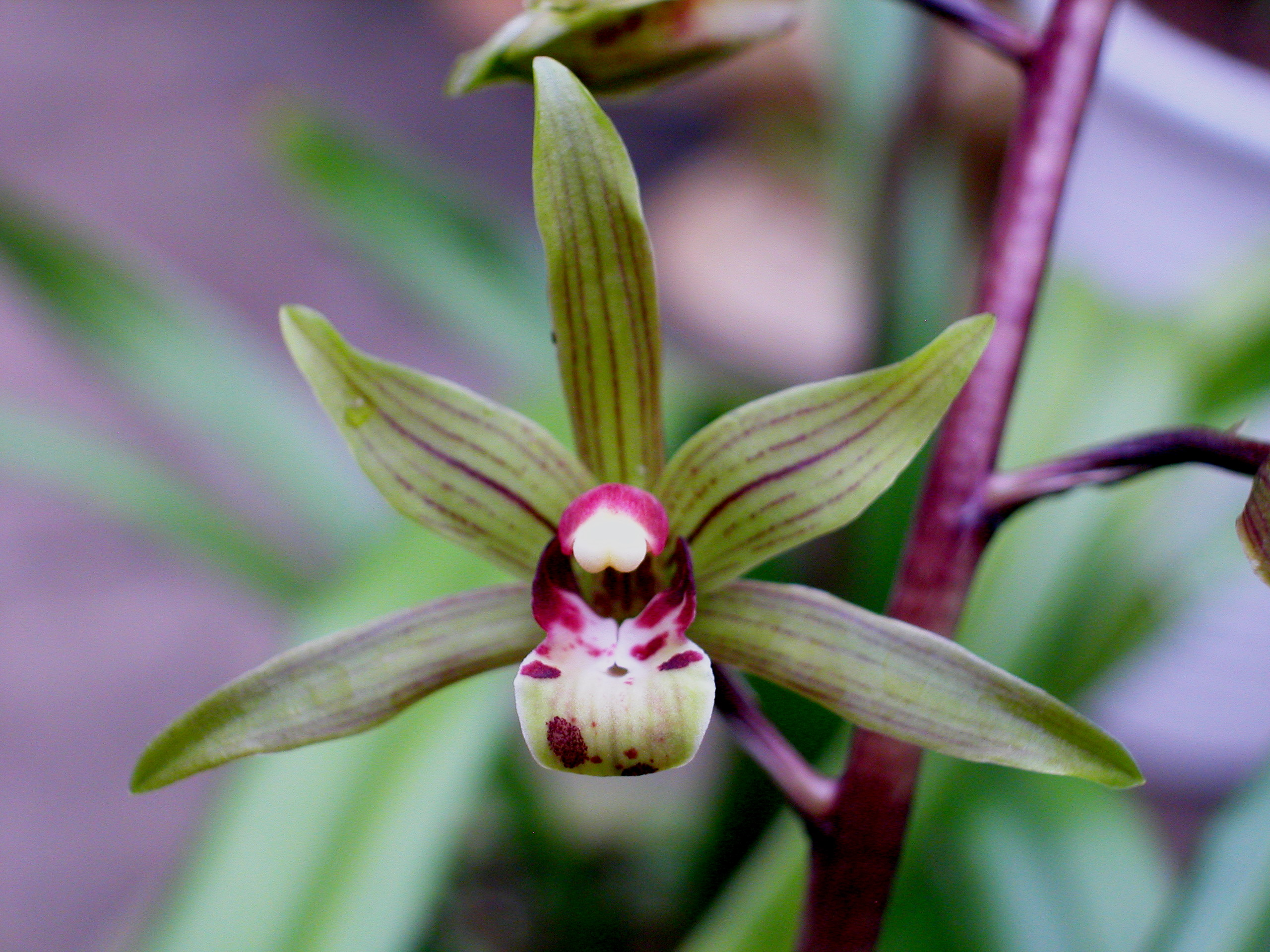
Lý lan (II)
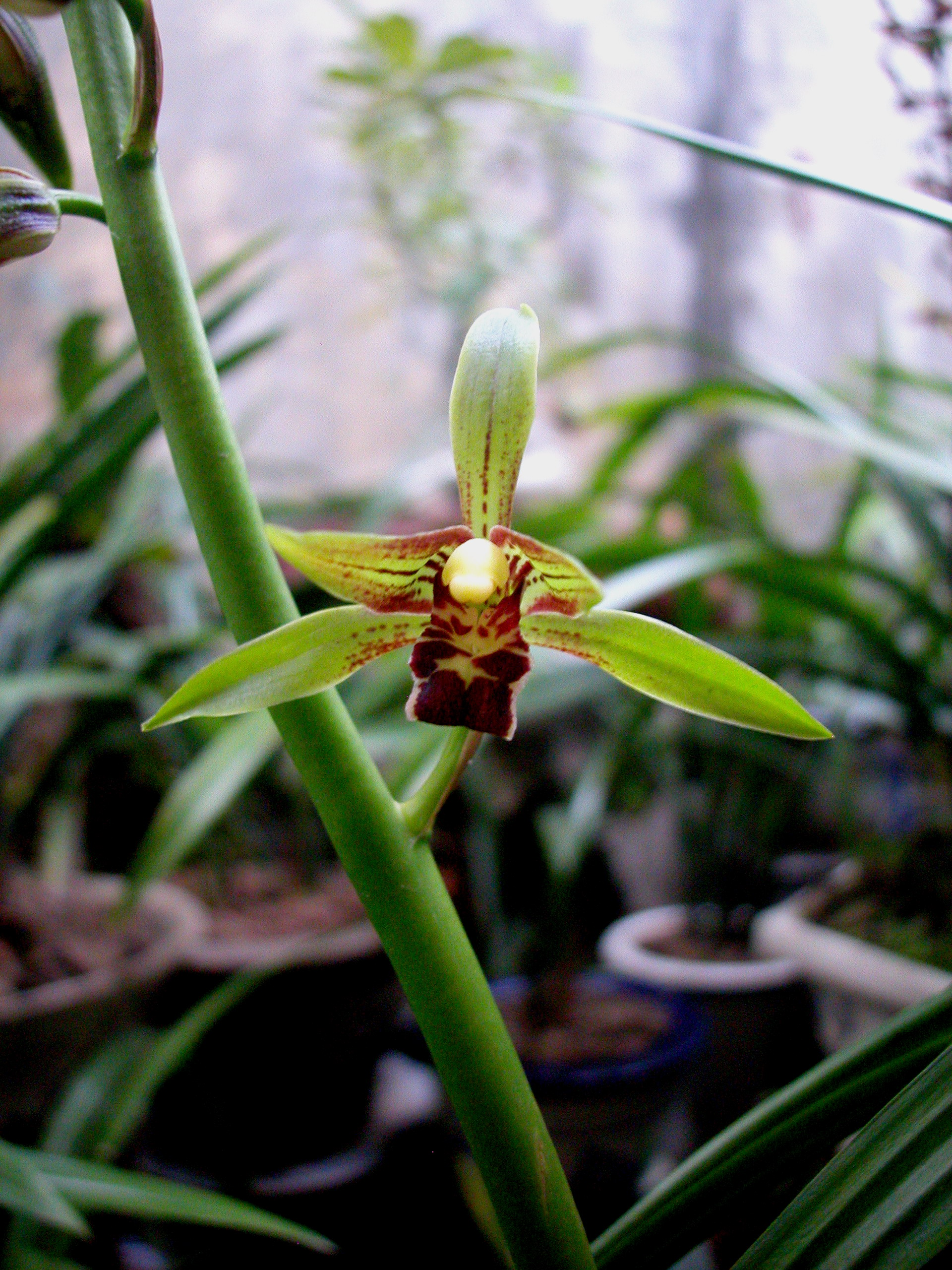
Thanh vân
Trắng điểm thu lan
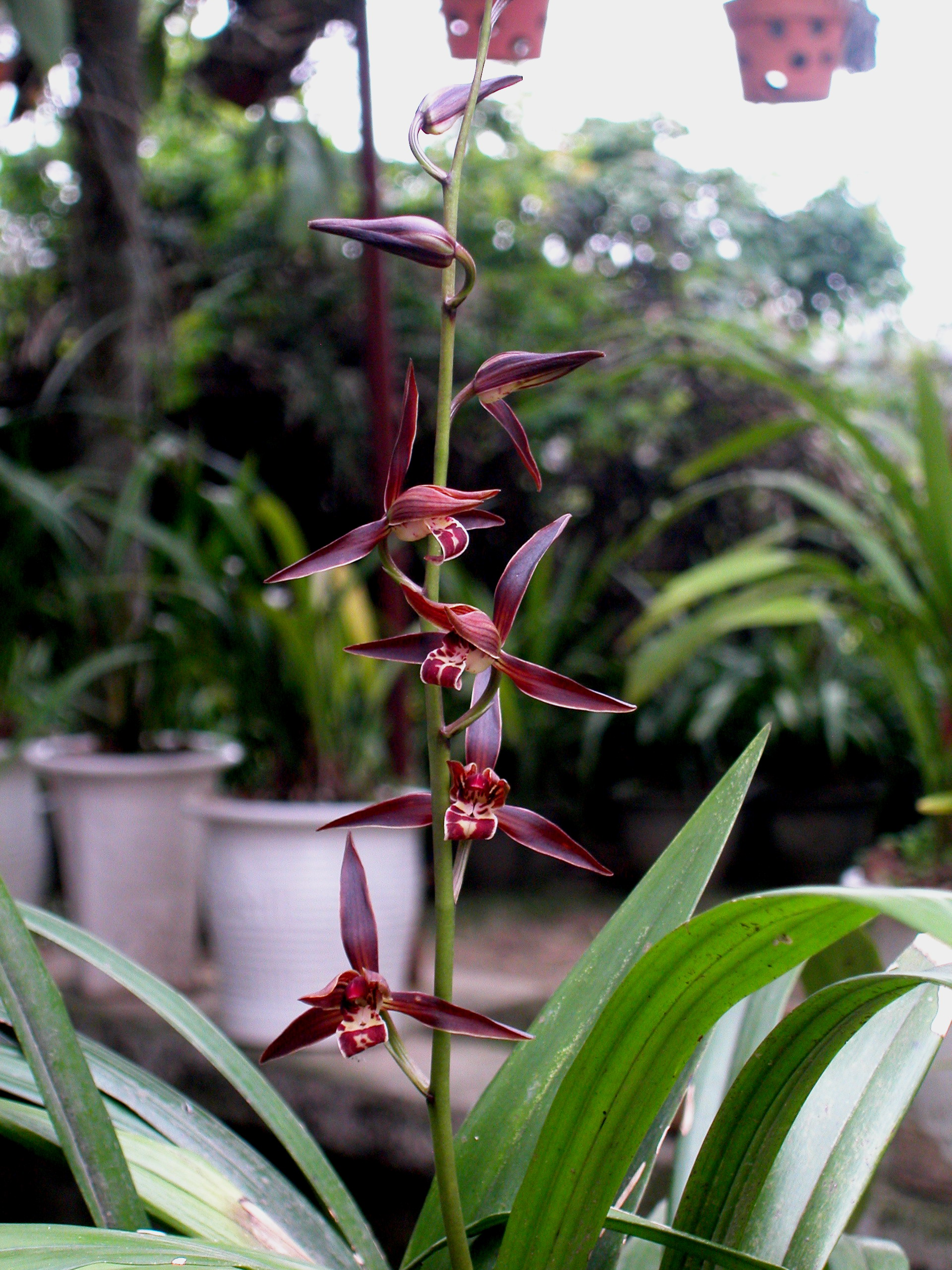
Mạc lan
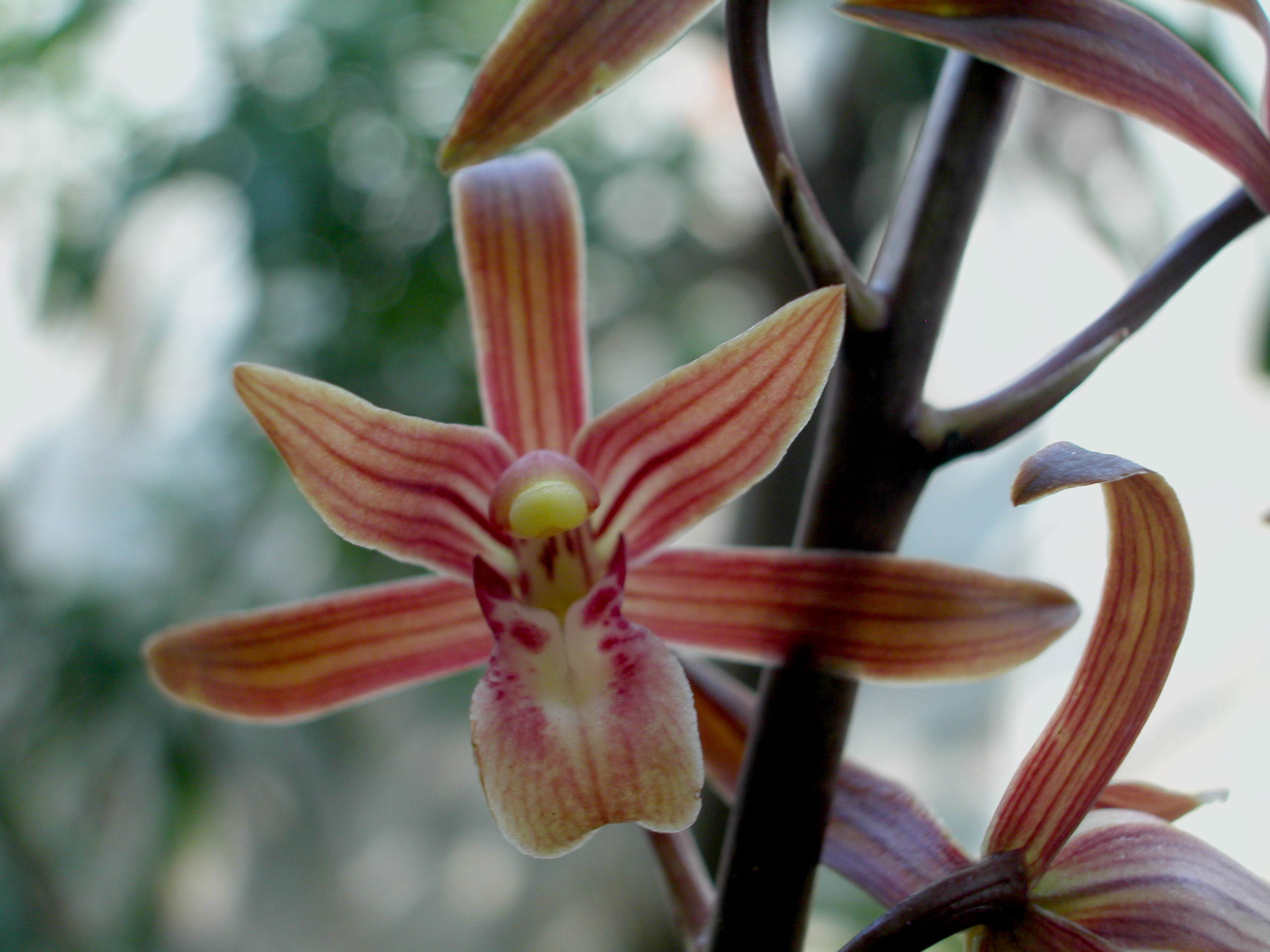
Hồng lan (III)
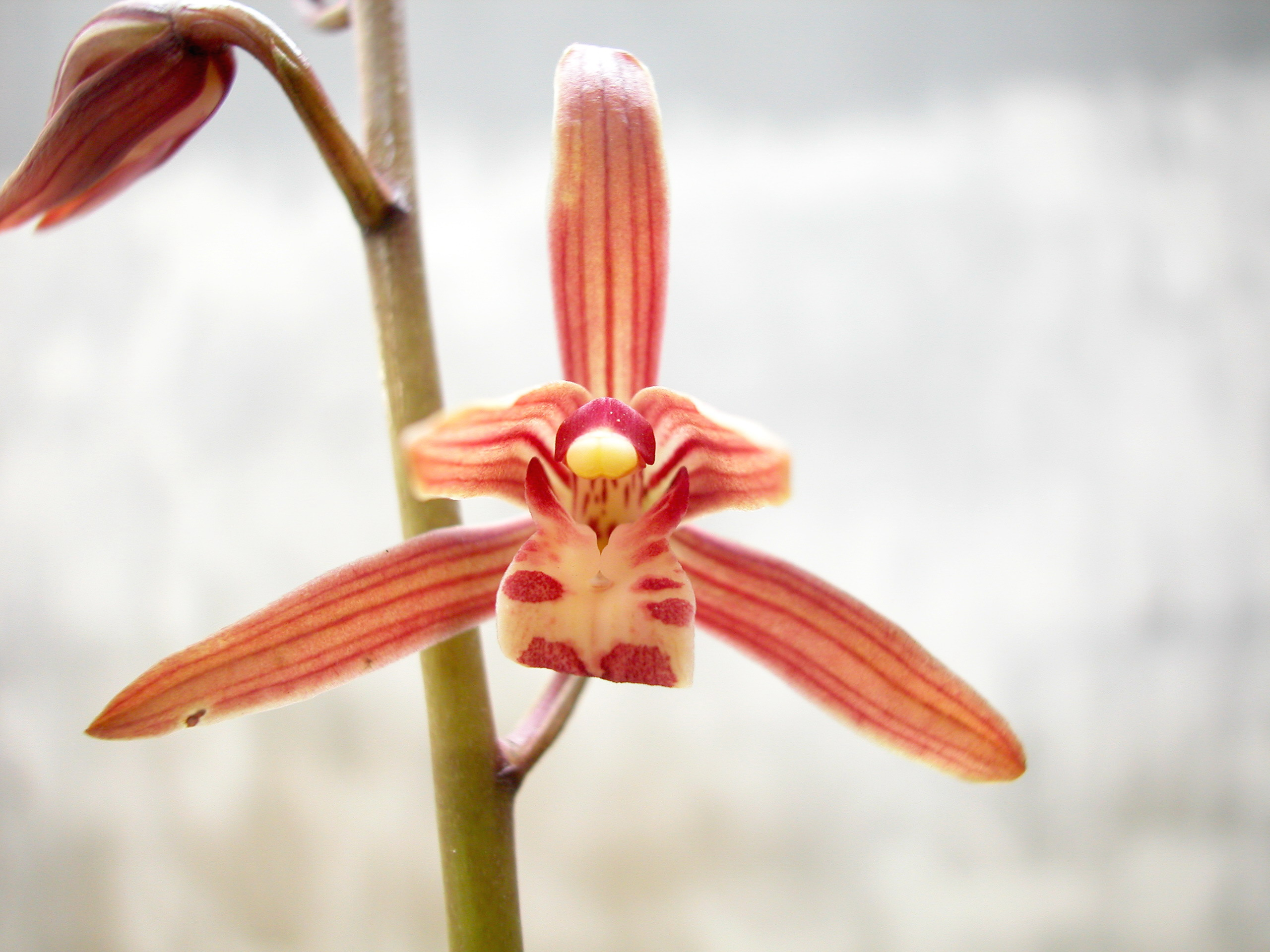
Hồng lan (IV)
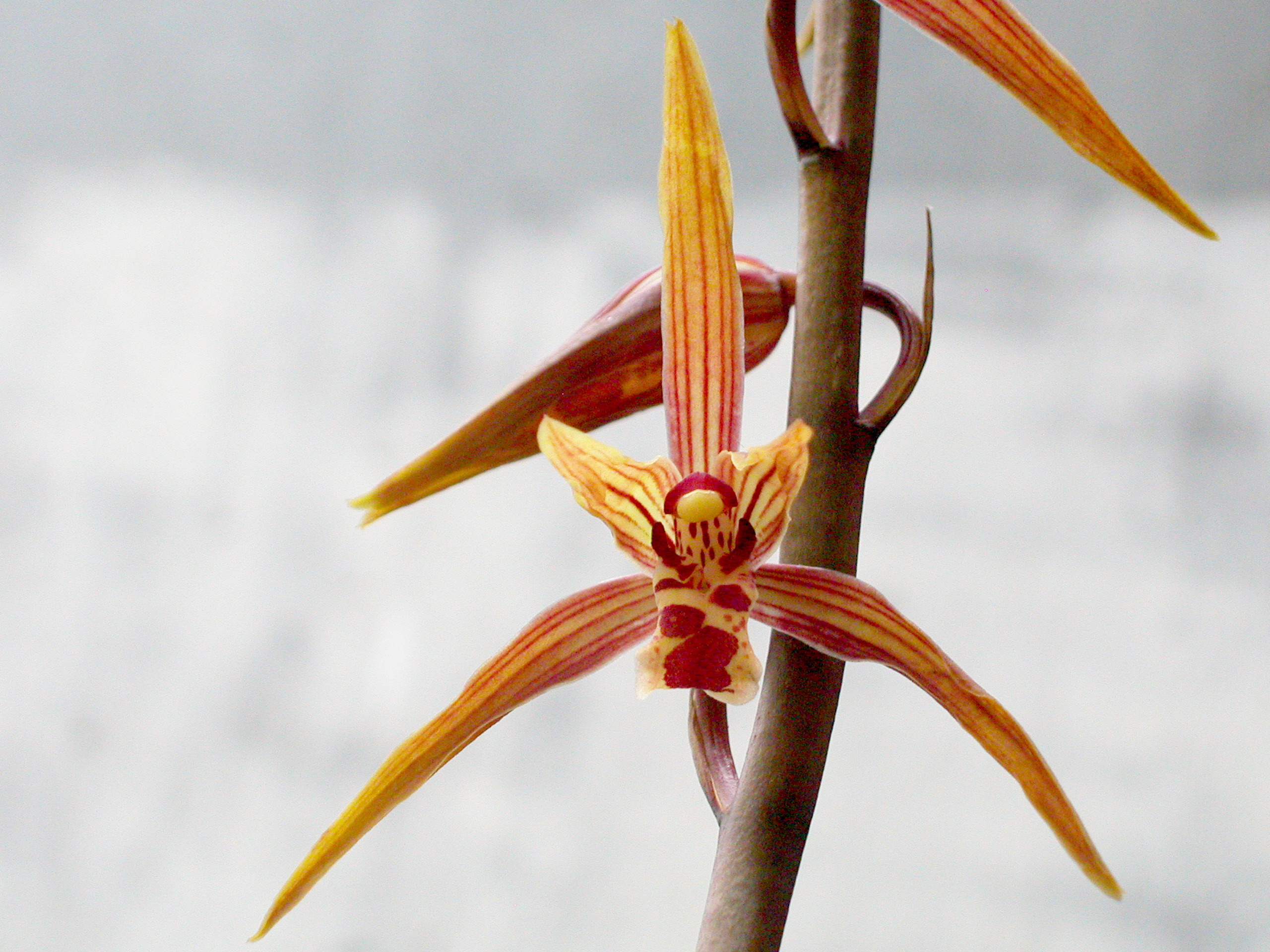
Hồng vân mỹ nữ
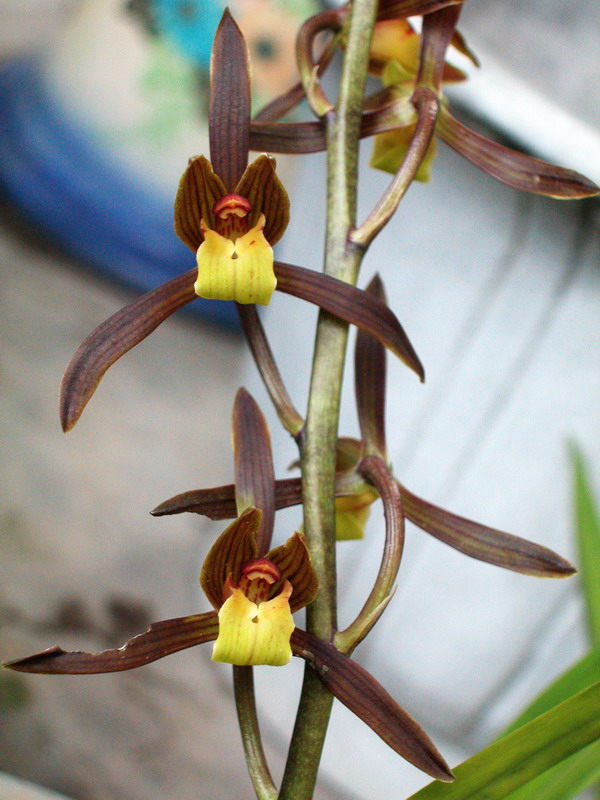
Mạc lan môi trơn
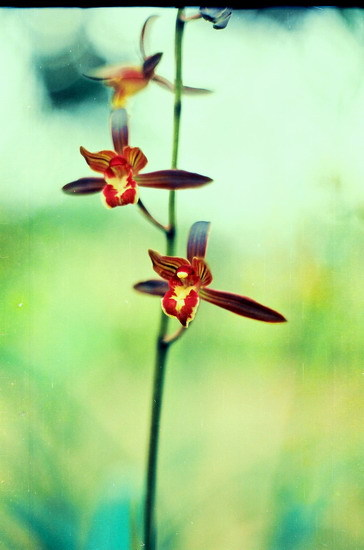
Tâm lan
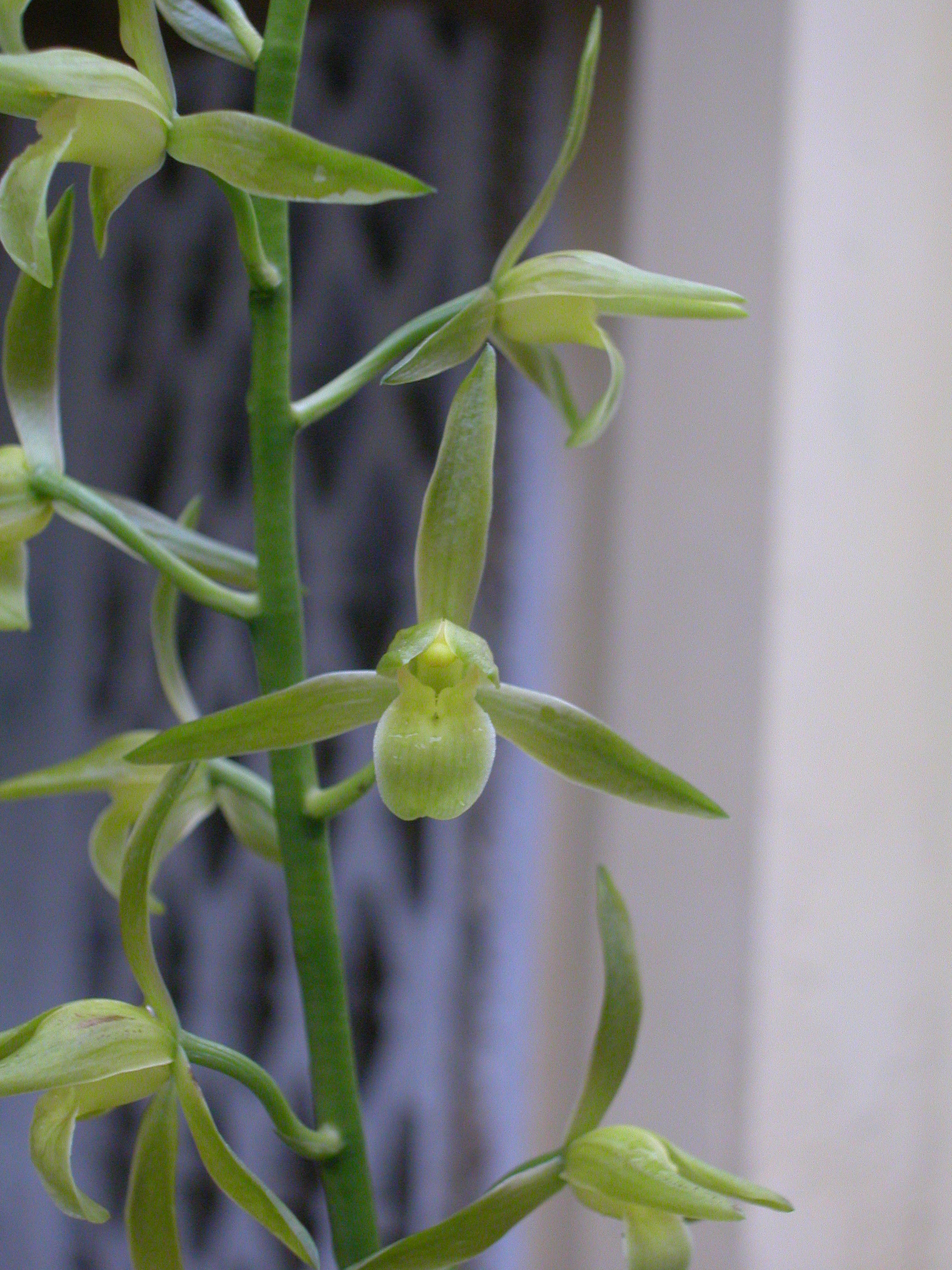
Thanh lan (IV)

## Loại truyền thống
Một số loại được khai thác từ rừng về được thuần hóa lâu ngày, nhờ nhận dạng về sắc hoa, kiểu phân bố hoa, thân, củ lá mà được gọi tên một cách nhất định theo từng loài ví dụ như thanh lan và hoàng vũ có xuất xứ từ vùng núi đông bắc bắc bộ, tập trung lớn nhất tại khu Vàng Danh, Yên Tử, Uông Bí, Quảng Ninh, được các nhà sưu tập và khi thác lan Thủy Nguyên, Hải Phòng tìm được và bán lại cho các nhà sưu tập lan toàn miền bắc.
Một số loại khác được cấy mô hoặc gieo hạt nhân tạo từ các vườn lan và trung tâm nghiên cứu lan Vân Nam Trung Quốc xuất sang theo đường tiểu ngạch, được các nhà vườn nuôi dưỡng và thuần hóa nhiều năm. Một số loại phẩm chất cao được đánh giá bằng độ thuần chủng, phân bố hoa đẹp, hương vị thơm đặc trưng, thân củ và hoa cân đối, có tính thẩm mĩ. Ví dụ như một số loài thanh lan và hoàng lan.
Loại hoàng vũ này có xuất xứ thuần hóa từ các nhà vườn Nam Định, tính ổn định cao, siêng hoa, thơm. Thích nghi tốt với các tiểu khí hậu, kháng bệnh tốt. Lá phản kiếm ôm thân, thân củ trung bình, cánh đài dài, cong cớn, tam thế, xuôi vai. Cánh hoa lớn, khoe nhụy. Sắc vàng chanh. Một loài Hoàng Vũ khác có xuất xứ từ Yên Tử, được thuần hóa ở Hải Phòng nhưng ít thấy và rất hiếm.
Loại khác được các nhà vườn Hà Nội sưu tập, cũng rất hiếm. Người ta cho rằng khi hoa Hoàng Vũ nở, ngày hướng về hướng ánh sáng như múa, đấy là một ý kiến khó kiểm chứng. Điều giải thích mang tính hiện tượng nhất là khi Hoàng Vũ phát ngồng vẫn còn giữ nụ, ngồng nụ quay theo hướng ánh sáng trong ngày, người ta gọi là múa. Một số ý kiến khác thì cho rằng, cánh hoa cong, thon như bàn tay vũ công, hoa màu vàng gọi là Hoàng Vũ.

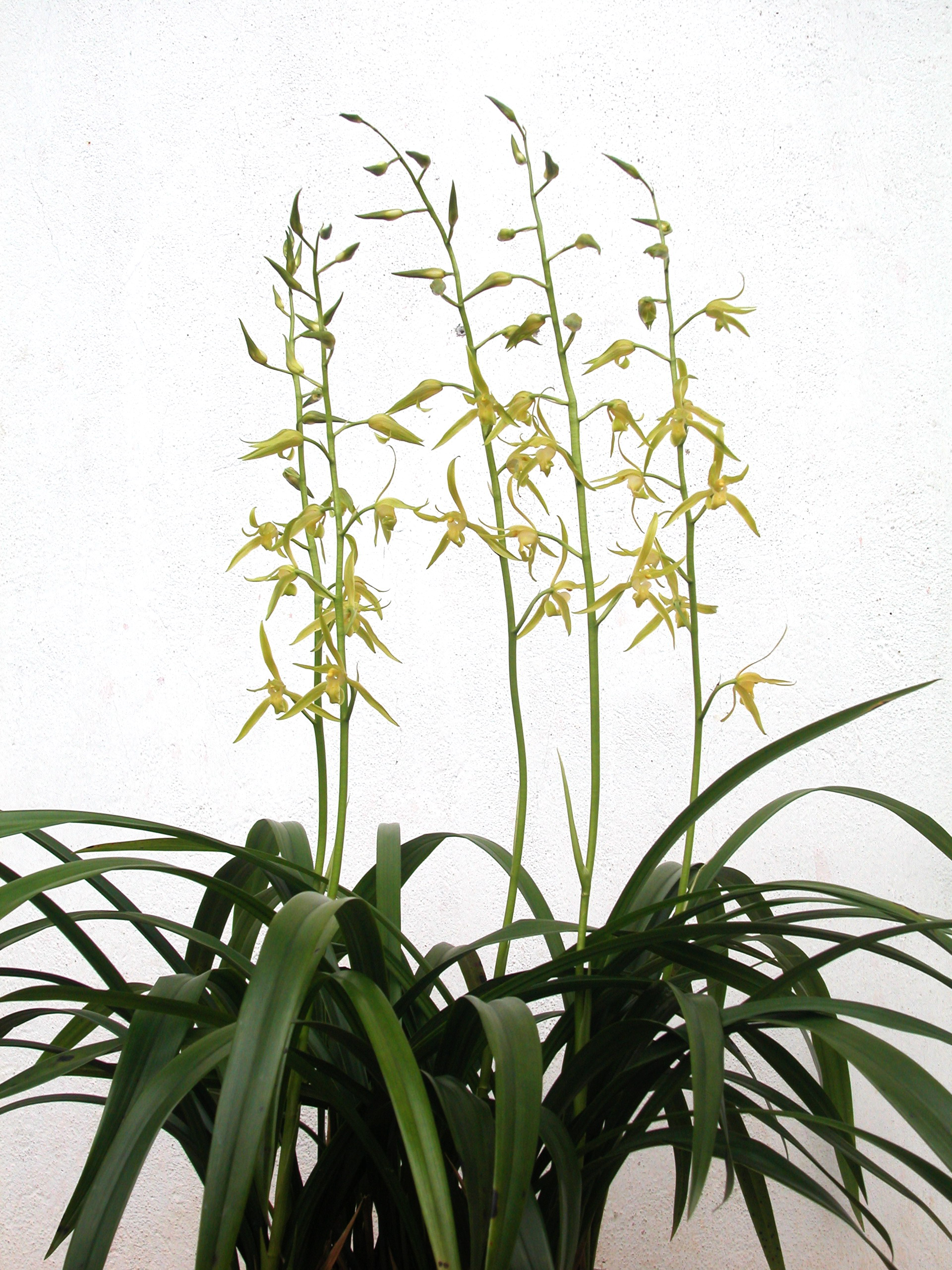
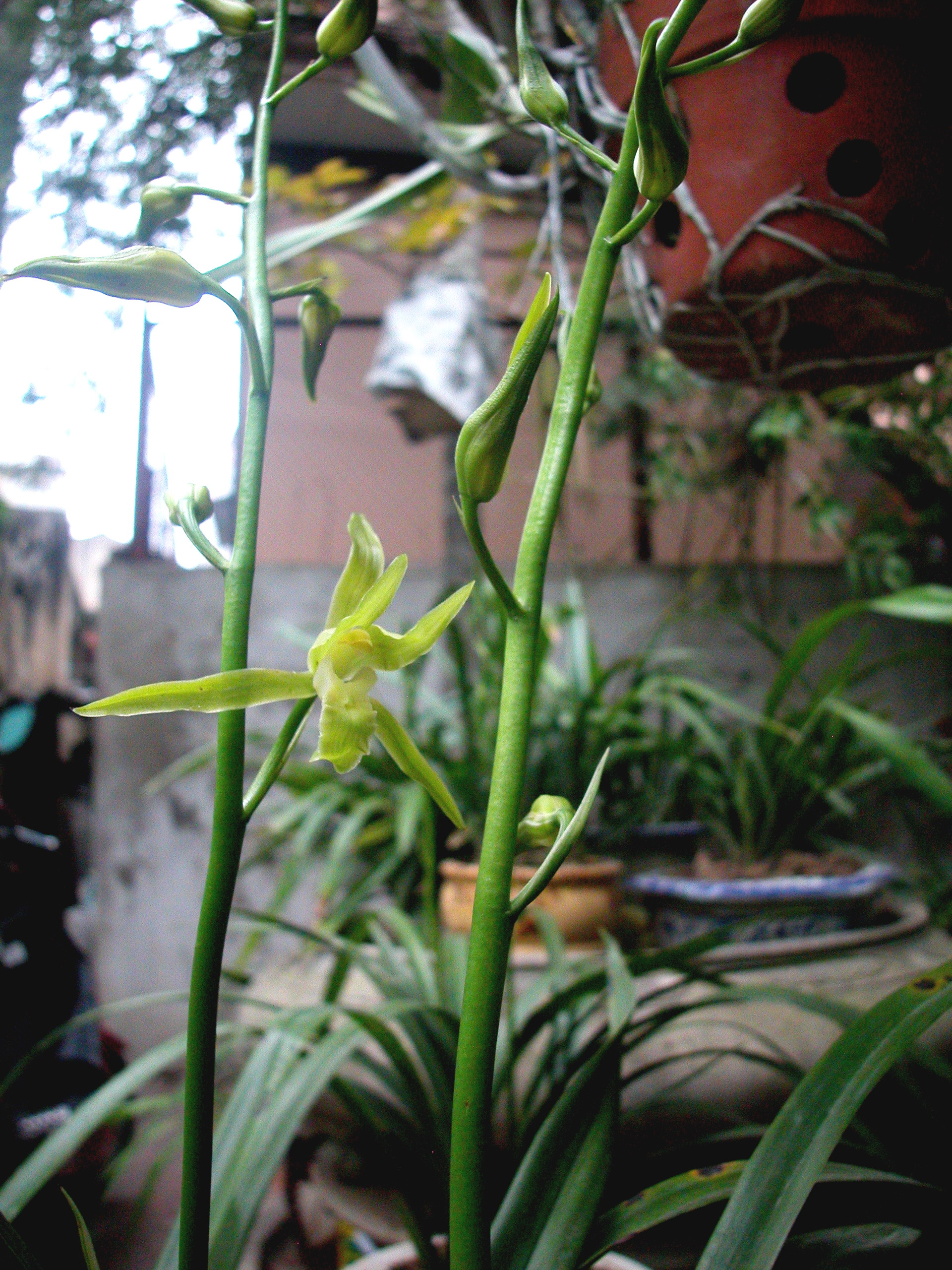
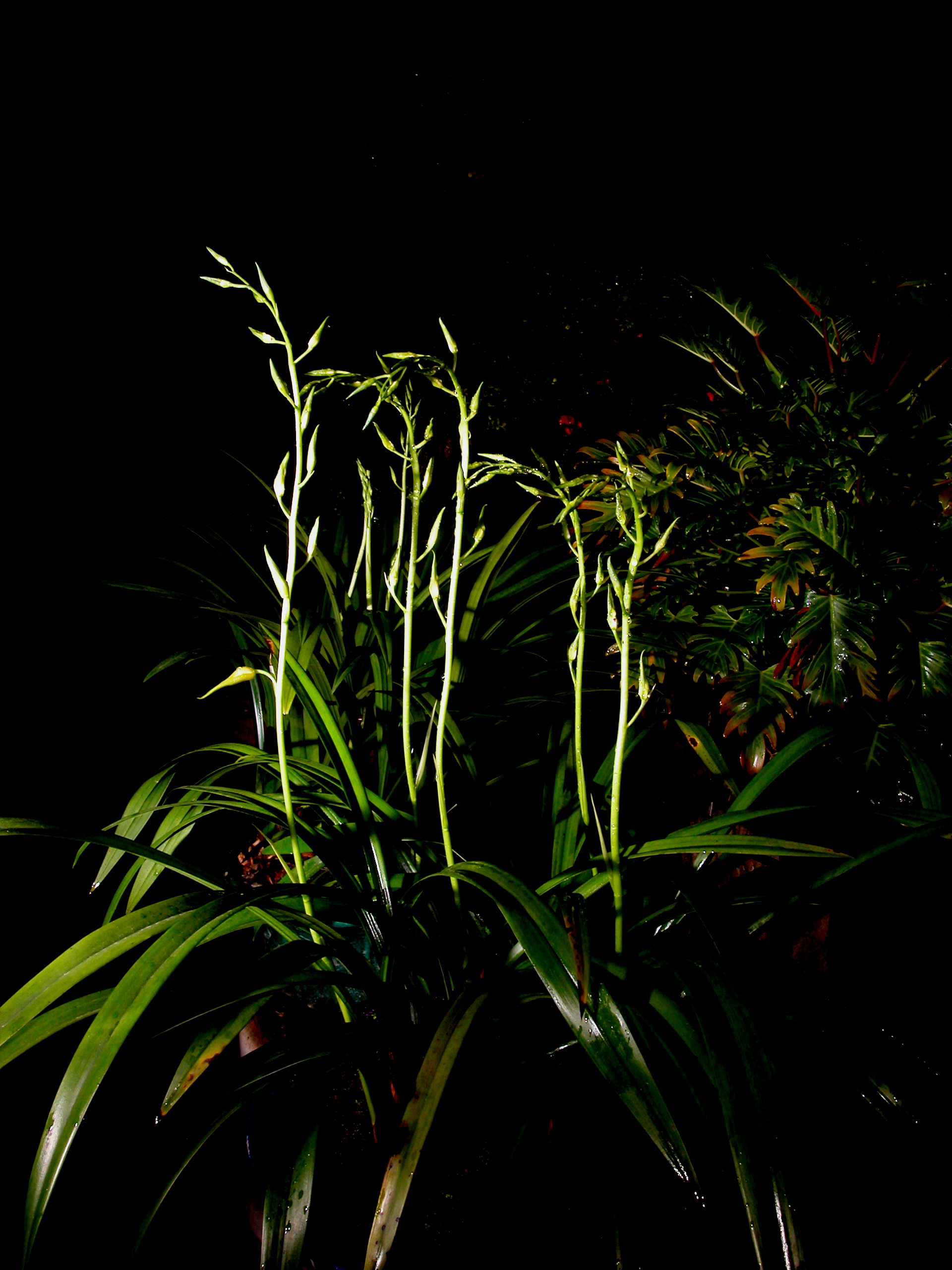
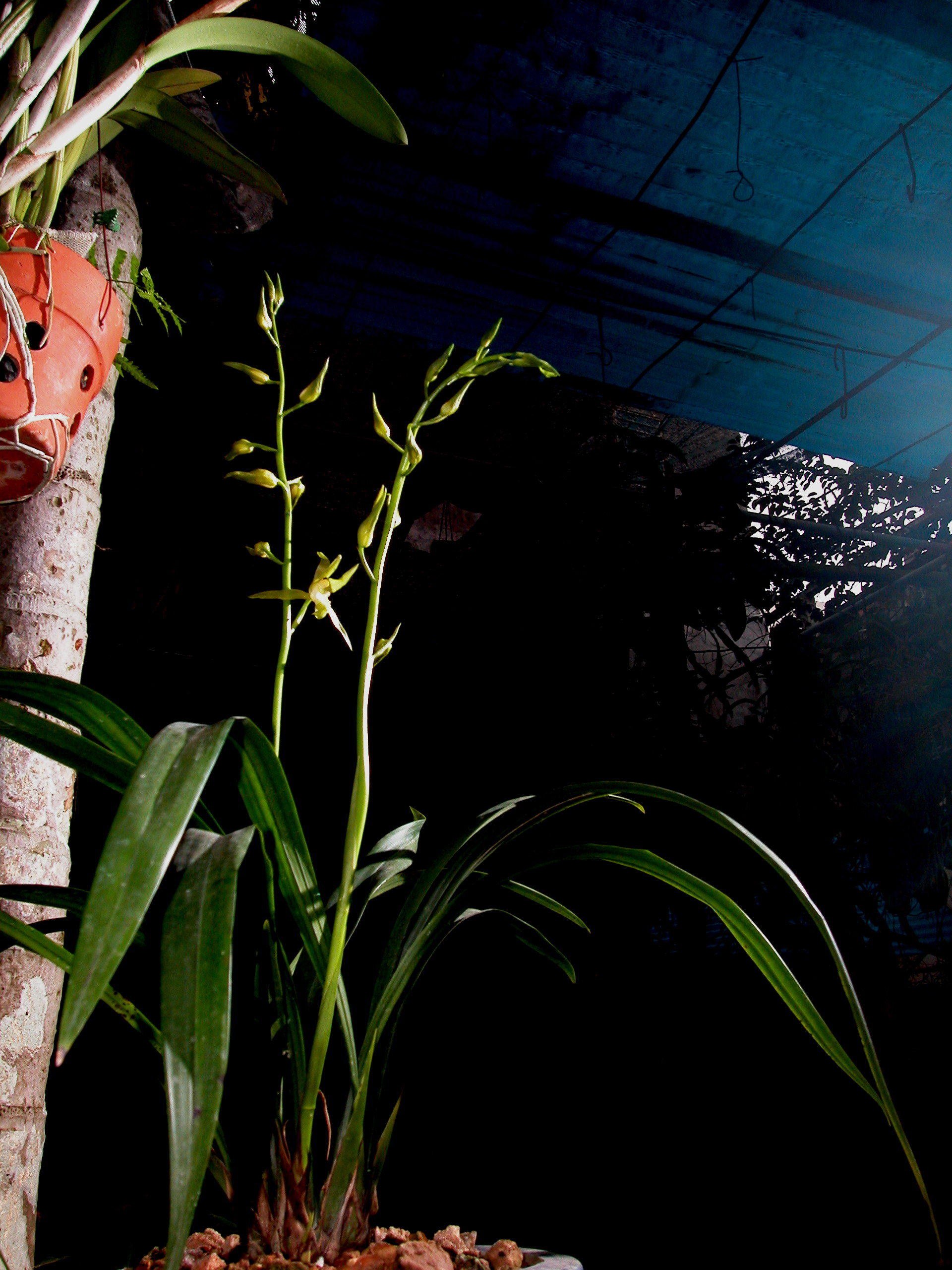